# Гомеодомен

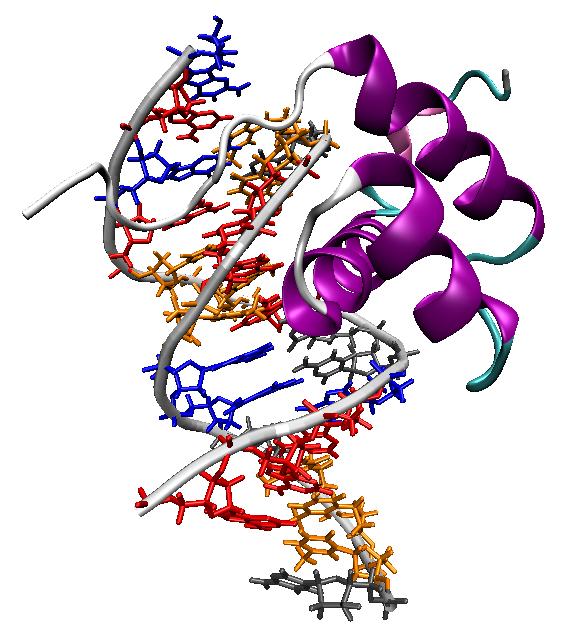
Гомеодомен белка Antennapedia из Drosophila melanogaster, в комплексе с участком ДНК, (PDB ID 1AHD). С большой и малой бороздкой связаны спираль распознавания и неструктурированная N-концевая часть, соответственно

Гомеодомен — это структурный домен белков, связывающих ДНК или РНК, широко распространенный среди факторов транскрипции. Домен состоит из 60 остатков аминокислот, и образует структуру спираль-поворот-спираль, в которой альфа-спирали связаны короткими петлевыми участками. Две спирали на N-конце являются антипараллельными, и длиннее спирали на C-конце, которая перпендикулярна осям N-концевым петлям. Непосредственно С-концевая спираль взаимодействует с ДНК. Укладка доменов белков по типу гомеодомена встречается исключительно у эукариот, но гомологична белкам фага лямбда, которые изменяют экспрессию генов прокариот. У эукариот гомеодомены индуцируют дифференцировку клеток, запуская каскады генов, необходимых для образования тканей и органов.

## Гены гомеобокса
Такие гены позвоночных и беспозвоночных содержат гомеобокс — участок ДНК длиной 180 нуклеотидов, который кодирует гомеодомен. У дрозофилы были описаны гомеозисные мутации — радикальные изменения фенотипа, вызванные мутациями в генах, содержащих гомеобокс. Наиболее известной мутацией такого рода является Antennapedia, при этой мутации у дрозофилы на головных сегментах, на месте антенн, вырастают конечности. Гены, содержащие последовательности гомеобокса, вносят критический вклад в формирование осей тела в период эмбриогенеза.

## Специфичность
Гомеодомены могут связываться специфически и неспецифически с В-формой ДНК, при этом С-концевая часть узнает большую бороздку ДНК, а неструктурированная N-концевая часть соответствует малой бороздке. Спираль распознавания и внутриспиральные петли богаты остатками аргинина и лизина, которые образуют водородные связи с остовом ДНК. Белки, содержащие гомеодомен, имеют сродство к последовательности ДНК 5'-ATTA-3'; неспецифическое связывание осуществляется с значительно более низкой аффинностью.

## Белки POU
Белки POU состоят из гомедомена и отдельных, структурно гомологичных доменов POU (которые содержат мотивы спираль-поворот-спираль и также связываются с ДНК). Два домена связаны подвижной петлей, которая достаточно длинна для оборота вокруг спирали ДНК, и позволяет двум доменам связываться с противоположными сторонами молекулы ДНК, при этом закрывая восемь нуклеотидов 5'-ATGCAAAT-3'. Индивидуальные домены POU связывают ДНК слабо, но сиквенс-специфично. Интересно, что домен POU имеет значительные структурные сходства с репрессорами, экспрессируемыми бактериофагами, например, фагом лямбда.